# Pallacanestro ai Giochi della XVIII Olimpiade
Il torneo di pallacanestro ai Giochi della XVIII Olimpiade si disputò a Tokyo dall'11 ottobre al 23 ottobre 1964, e vide la vittoria degli Stati Uniti.

## Sedi delle partite
| Fase          | Città | Impianto                  |
| ------------- | ----- | ------------------------- |
| Intero torneo | Tokyo | Yoyogi National Gymnasium |

## Squadre partecipanti
Presero parte ai Giochi 16 squadre nazionali. Oltre al Giappone, paese ospitante, furono iscritte di diritto le prime 8 classificate ai Giochi della XVII Olimpiade; in realtà la Rep. Ceca, 5ª classificata, scelse di non prendere parte alla manifestazione.
Anche Porto Rico e Perù furono ammesse di diritto, in virtù del piazzamento ai IV Giochi panamericani (rispettivamente al 3º e 5º posto, alle spalle di Stati Uniti, Brasile e Uruguay già ammesse).
Oltre alla Rep. Ceca, anche la Rep. Araba Unita campione ai Campionati Africani 1964, rinunciò a partecipare.
I 6 posti rimanenti furono assegnati tramite due tornei di qualificazione: il Torneo Pre-Olimpico, disputato a Yokohama dal 25 settembre al 4 ottobre 1964, e il Torneo Europeo di Qualificazione Olimpica, disputato a Ginevra dal 4 al 13 giugno 1964. I due tornei assegnarono rispettivamente 4 e 2 posti per i Giochi.
Paese ospitante
- Giappone

Prime 7 alle Olimpiadi 1960
- Stati Uniti
- Unione Sovietica
- Brasile
- Italia
- Jugoslavia
- Polonia
- Uruguay

Ammesse tramite i IV Giochi panamericani
- Porto Rico
- Perù

Ammesse tramite il Torneo Pre-Olimpico
- Messico
- Australia
- Canada
- Corea del Sud

Ammesse tramite il Torneo Europeo di Qualificazione
- Ungheria
- Finlandia

## Risultati

### Prima fase
Nella prima fase furono organizzati 2 gironi da 8 squadre ciascuno. Le prime 2 classificate ebbero accesso alle semifinali; le altre, a seconda della posizione, disputarono gli incontri validi per i piazzamenti dal 5º al 16º posto.

#### Gruppo A
| Team                | Pt | V - P | Pf - Ps   |
| ------------------- | -- | ----- | --------- |
| 1. Unione Sovietica | 14 | 7 - 0 | 562 - 424 |
| 2. Porto Rico       | 12 | 5 - 2 | 493 - 454 |
| 3. Polonia          | 11 | 4 - 3 | 467 - 448 |
| 4. Italia           | 11 | 4 - 3 | 495 - 480 |
| 5. Messico          | 10 | 3 - 4 | 485 - 514 |
| 6. Giappone         | 10 | 3 - 4 | 421 - 428 |
| 7. Ungheria         | 9  | 2 - 5 | 407 - 469 |
| 8. Canada           | 7  | 0 - 7 | 408 - 521 |

1ª giornata
| Tokyo 11 ottobre 1964, ore 13:30 | Polonia | 56 – 53 (34-26) referto | Ungheria | Yoyogi National Gymnasium |

| Tokyo 11 ottobre 1964, ore 16:00 | Italia | 85 – 80 (42-45) referto | Messico | Yoyogi National Gymnasium |

| Tokyo 11 ottobre 1964, ore 17:30 | Giappone | 55 – 65 (24-22) referto | Porto Rico | Yoyogi National Gymnasium |

| Tokyo 11 ottobre 1964, ore 19:00 | Unione Sovietica | 87 – 52 (37-17) referto | Canada | Yoyogi National Gymnasium |

2ª giornata
| Tokyo 12 ottobre 1964, ore 10:30 | Italia | 74 – 64 (42-33) referto | Porto Rico | Yoyogi National Gymnasium |

| Tokyo 12 ottobre 1964, ore 12:00 | Polonia | 81 – 57 (32-27) referto | Giappone | Yoyogi National Gymnasium |

| Tokyo 12 ottobre 1964, ore 19:00 | Unione Sovietica | 87 – 76 (37-28) referto | Messico | Yoyogi National Gymnasium |

| Tokyo 12 ottobre 1964, ore 20:30 | Canada | 59 – 70 (30-34) referto | Ungheria | Yoyogi National Gymnasium |

3ª giornata
| Tokyo 13 ottobre 1964, ore 12:00 | Italia | 58 – 61 (27-34) referto | Polonia | Yoyogi National Gymnasium |

| Tokyo 13 ottobre 1964, ore 13:30 | Porto Rico | 73 – 55 (30-27) referto | Messico | Yoyogi National Gymnasium |

| Tokyo 13 ottobre 1964, ore 16:00 | Unione Sovietica | 84 – 42 (38-18) referto | Ungheria | Yoyogi National Gymnasium |

| Tokyo 13 ottobre 1964, ore 19:00 | Canada | 37 – 58 (16-25) referto | Giappone | Yoyogi National Gymnasium |

4ª giornata
| Tokyo 14 ottobre 1964, ore 9:00 | Unione Sovietica | 82 – 63 (43-28) referto | Porto Rico | Yoyogi National Gymnasium |

| Tokyo 14 ottobre 1964, ore 12:00 | Ungheria | 41 – 58 (26-24) referto | Giappone | Yoyogi National Gymnasium |

| Tokyo 14 ottobre 1964, ore 16:00 | Canada | 54 – 66 (28-26) referto | Italia | Yoyogi National Gymnasium |

| Tokyo 14 ottobre 1964, ore 20:30 | Messico | 71 – 70 (27-36) referto | Polonia | Yoyogi National Gymnasium |

5ª giornata
| Tokyo 16 ottobre 1964, ore 12:00 | Messico | 78 – 68 (47-18) referto | Canada | Yoyogi National Gymnasium |

| Tokyo 16 ottobre 1964, ore 16:00 | Ungheria | 73 – 77 (38-46) referto | Italia | Yoyogi National Gymnasium |

| Tokyo 16 ottobre 1964, ore 17:30 | Unione Sovietica | 72 – 59 (33-28) referto | Giappone | Yoyogi National Gymnasium |

| Tokyo 16 ottobre 1964, ore 20:00 | Porto Rico | 66 – 60 (21-26) referto | Polonia | Yoyogi National Gymnasium |

6ª giornata
| Tokyo 17 ottobre 1964, ore 9:00 | Giappone | 72 – 68 (32-32) referto | Italia | Yoyogi National Gymnasium |

| Tokyo 17 ottobre 1964, ore 10:30 | Ungheria | 69 – 61 (31-30) referto | Messico | Yoyogi National Gymnasium |

| Tokyo 17 ottobre 1964, ore 12:00 | Unione Sovietica | 74 – 65 (38-25) referto | Polonia | Yoyogi National Gymnasium |

| Tokyo 17 ottobre 1964, ore 13:30 | Porto Rico | 88 – 69 (45-31) referto | Canada | Yoyogi National Gymnasium |

7ª giornata
| Tokyo 18 ottobre 1964, ore 9:00 | Porto Rico | 74 – 59 (32-30) referto | Ungheria | Yoyogi National Gymnasium |

| Tokyo 18 ottobre 1964, ore 12:00 | Polonia | 74 – 69 (32-42) referto | Canada | Yoyogi National Gymnasium |

| Tokyo 18 ottobre 1964, ore 16:00 | Giappone | 62 – 64 (30-34) referto | Messico | Yoyogi National Gymnasium |

| Tokyo 18 ottobre 1964, ore 19:00 | Unione Sovietica | 76 – 67 (40-32) referto | Italia | Yoyogi National Gymnasium |

#### Gruppo B
| Team             | Pt | V - P | Pf - Ps   |
| ---------------- | -- | ----- | --------- |
| 1. Stati Uniti   | 14 | 7 - 0 | 569 - 333 |
| 2. Brasile       | 12 | 5 - 2 | 473 - 452 |
| 3. Jugoslavia    | 12 | 5 - 2 | 529 - 453 |
| 4. Uruguay       | 11 | 4 - 3 | 472 - 482 |
| 5. Finlandia     | 10 | 3 - 4 | 409 - 475 |
| 6. Australia     | 9  | 2 - 5 | 434 - 460 |
| 7. Perù          | 9  | 2 - 5 | 431 - 453 |
| 8. Corea del Sud | 7  | 0 - 7 | 432 - 641 |

1ª giornata
| Tokyo 11 ottobre 1964, ore 9:00 | Corea del Sud | 72 – 80 (31-37) referto | Finlandia | Yoyogi National Gymnasium |

| Tokyo 11 ottobre 1964, ore 10:30 | Brasile | 50 – 58 (23-24) referto | Perù | Yoyogi National Gymnasium |

| Tokyo 11 ottobre 1964, ore 12:00 | Jugoslavia | 84 – 71 (43-26) referto | Uruguay | Yoyogi National Gymnasium |

| Tokyo 11 ottobre 1964, ore 20:30 | Stati Uniti | 78 – 45 (36-20) referto | Australia | Yoyogi National Gymnasium |

2ª giornata
| Tokyo 12 ottobre 1964, ore 9:00 | Corea del Sud | 64 – 105 (29-66) referto | Uruguay | Yoyogi National Gymnasium |

| Tokyo 12 ottobre 1964, ore 13:30 | Brasile | 68 – 64 (36-28) referto | Jugoslavia | Yoyogi National Gymnasium |

| Tokyo 12 ottobre 1964, ore 16:00 | Stati Uniti | 77 – 51 (35-27) referto | Finlandia | Yoyogi National Gymnasium |

| Tokyo 12 ottobre 1964, ore 17:30 | Australia | 81 – 62 (47-33) referto | Perù | Yoyogi National Gymnasium |

3ª giornata
| Tokyo 13 ottobre 1964, ore 9:00 | Stati Uniti | 60 – 45 (37-18) referto | Perù | Yoyogi National Gymnasium |

| Tokyo 13 ottobre 1964, ore 10:30 | Finlandia | 55 – 73 (27-26)) referto | Uruguay | Yoyogi National Gymnasium |

| Tokyo 13 ottobre 1964, ore 17:30 | Australia | 70 – 74 (d.1t.s.) (32-33, 65-65) referto | Jugoslavia | Yoyogi National Gymnasium |

| Tokyo 13 ottobre 1964, ore 20:30 | Corea del Sud | 65 – 92 (24-51) referto | Brasile | Yoyogi National Gymnasium |

4ª giornata
| Tokyo 14 ottobre 1964, ore 10:30 | Stati Uniti | 83 – 28 (50-13) referto | Uruguay | Yoyogi National Gymnasium |

| Tokyo 14 ottobre 1964, ore 13:30 | Perù | 64 – 73 (34-33) referto | Jugoslavia | Yoyogi National Gymnasium |

| Tokyo 14 ottobre 1964, ore 17:30 | Finlandia | 54 – 61 (19-28) referto | Brasile | Yoyogi National Gymnasium |

| Tokyo 14 ottobre 1964, ore 19:00 | Australia | 65 – 58 (31-19) referto | Corea del Sud | Yoyogi National Gymnasium |

5ª giornata
| Tokyo 16 ottobre 1964, ore 9:00 | Finlandia | 61 – 59 (31-26) referto | Australia | Yoyogi National Gymnasium |

| Tokyo 16 ottobre 1964, ore 10:30 | Perù | 84 – 57 (41-20) referto | Corea del Sud | Yoyogi National Gymnasium |

| Tokyo 16 ottobre 1964, ore 13:30 | Uruguay | 68 – 80 (21-35) referto | Brasile | Yoyogi National Gymnasium |

| Tokyo 16 ottobre 1964, ore 19:00 | Stati Uniti | 69 – 61 (35-34) referto | Jugoslavia | Yoyogi National Gymnasium |

6ª giornata
| Tokyo 17 ottobre 1964, ore 16:00 | Jugoslavia | 99 – 66 (47-30) referto | Corea del Sud | Yoyogi National Gymnasium |

| Tokyo 17 ottobre 1964, ore 17:30 | Perù | 59 – 63 (32-30) referto | Finlandia | Yoyogi National Gymnasium |

| Tokyo 17 ottobre 1964, ore 19:00 | Stati Uniti | 86 – 53 (41-22) referto | Brasile | Yoyogi National Gymnasium |

| Tokyo 17 ottobre 1964, ore 20:30 | Uruguay | 58 – 57 (30-29) referto | Australia | Yoyogi National Gymnasium |

7ª giornata
| Tokyo 18 ottobre 1964, ore 10:30 | Stati Uniti | 116 – 50 (70-23) referto | Corea del Sud | Yoyogi National Gymnasium |

| Tokyo 18 ottobre 1964, ore 13:30 | Jugoslavia | 74 – 45 (34-28) referto | Finlandia | Yoyogi National Gymnasium |

| Tokyo 18 ottobre 1964, ore 17:30 | Brasile | 69 – 57 (28-24) referto | Australia | Yoyogi National Gymnasium |

| Tokyo 18 ottobre 1964, ore 20:30 | Uruguay | 69 – 59 (29-26) referto | Perù | Yoyogi National Gymnasium |

### Fase finale

#### Piazzamenti 13º-16º posto
|  | Spareggi      | Spareggi      | Spareggi |        |          | Finale 13º-14º posto | Finale 13º-14º posto | Finale 13º-14º posto |  |
|  |               |               |          |        |          |                      |                      |                      |  |
|  | Ungheria      | Ungheria      | 99       |        |          |                      |                      |                      |  |
|  | Ungheria      | Ungheria      | 99       |        |          |                      |                      |                      |  |
|  | Corea del Sud | Corea del Sud | 83       |        |          |                      |                      |                      |  |
|  | Corea del Sud | Corea del Sud | 83       |        | Ungheria | Ungheria             | 68                   |                      |  |
|  |               |               |          |        | Ungheria | Ungheria             | 68                   |                      |  |
|  |               |               | Canada   | Canada | 65       |                      |                      |                      |  |
|  | Perù          | Perù          | Canada   | Canada | 65       | 81                   |                      |                      |  |
|  | Perù          | Perù          |          |        |          | 81                   |                      |                      |  |
|  | Canada        | Canada        | 82       |        |          | Finale 15º-16º posto | Finale 15º-16º posto | Finale 15º-16º posto |  |
|  | Canada        | Canada        | 82       |        |          |                      |                      |                      |  |
|  |               |               |          |        |          |                      |                      |                      |  |
|  |               |               |          |        |          | Corea del Sud        | Corea del Sud        | 66                   |  |
|  |               |               |          |        |          | Corea del Sud        | Corea del Sud        | 66                   |  |
|  |               |               |          |        |          | Perù                 | Perù                 | 71                   |  |

| Tokyo 20 ottobre 1964, ore 14:00 | Ungheria                         | 99 – 83 (38-43) referto | Corea del Sud | Yoyogi National Gymnasium (3.086 spett.)\| Arbitri: \| Juhani Salmenkylä Ryoichi Kanaka \| |
| Arbitri:                         | Juhani Salmenkylä Ryoichi Kanaka |                         |               |                                                                                            |

| Tokyo 20 ottobre 1964, ore 15:30 | Canada                     | 82 – 81 (d.1t.s.) (43-28, 73-73) referto | Perù | Yoyogi National Gymnasium (3.086 spett.)\| Arbitri: \| Wayne Lichty Masanori Todo \| |
| Arbitri:                         | Wayne Lichty Masanori Todo |                                          |      |                                                                                      |

| Tokyo 22 ottobre 1964, ore 14:00 | Perù                            | 71 – 66 (37-31) referto | Corea del Sud | Yoyogi National Gymnasium (3.061 spett.)\| Arbitri: \| George Siborne Masayuki Katsura \| |
| Arbitri:                         | George Siborne Masayuki Katsura |                         |               |                                                                                           |

| Tokyo 22 ottobre 1964, ore 15:30 | Ungheria                               | 68 – 65 (38-27) referto | Canada | Yoyogi National Gymnasium (3.061 spett.)\| Arbitri: \| Goffredo Sussi Ernesto Álvarez Frausto \| |
| Arbitri:                         | Goffredo Sussi Ernesto Álvarez Frausto |                         |        |                                                                                                  |

#### Piazzamenti 9º-12º posto
|  | Spareggi  | Spareggi  | Spareggi |          |           | Finale 9º-10º posto  | Finale 9º-10º posto  | Finale 9º-10º posto  |  |
|  |           |           |          |          |           |                      |                      |                      |  |
|  | Messico   | Messico   | 58       |          |           |                      |                      |                      |  |
|  | Messico   | Messico   | 58       |          |           |                      |                      |                      |  |
|  | Australia | Australia | 70       |          |           |                      |                      |                      |  |
|  | Australia | Australia | 70       |          | Australia | Australia            | 64                   |                      |  |
|  |           |           |          |          | Australia | Australia            | 64                   |                      |  |
|  |           |           | Giappone | Giappone | 57        |                      |                      |                      |  |
|  | Finlandia | Finlandia | Giappone | Giappone | 57        | 45                   |                      |                      |  |
|  | Finlandia | Finlandia |          |          |           | 45                   |                      |                      |  |
|  | Giappone  | Giappone  | 54       |          |           | Finale 11º-12º posto | Finale 11º-12º posto | Finale 11º-12º posto |  |
|  | Giappone  | Giappone  | 54       |          |           |                      |                      |                      |  |
|  |           |           |          |          |           |                      |                      |                      |  |
|  |           |           |          |          |           | Messico              | Messico              | 72                   |  |
|  |           |           |          |          |           | Messico              | Messico              | 72                   |  |
|  |           |           |          |          |           | Finlandia            | Finlandia            | 73                   |  |

| Tokyo 21 ottobre 1964, ore 14:00 | Messico                              | 58 – 70 (25-33) referto | Australia | Yoyogi National Gymnasium (3.086 spett.)\| Arbitri: \| Julio Sánchez Padilla Czesław Czmoch \| |
| Arbitri:                         | Julio Sánchez Padilla Czesław Czmoch |                         |           |                                                                                                |

| Tokyo 21 ottobre 1964, ore 15:30 | Giappone                    | 54 – 45 (31-24) referto | Finlandia | Yoyogi National Gymnasium (3.086 spett.)\| Arbitri: \| Goffredo Sussi Charlie Sien \| |
| Arbitri:                         | Goffredo Sussi Charlie Sien |                         |           |                                                                                       |

| Tokyo 23 ottobre 1964, ore 14:00 | Messico           | 72 – 73 (40-38) referto | Finlandia | Yoyogi National Gymnasium (3.094 spett.)\| Arbitri: \| Al Rae Sid Taylor \| |
| Arbitri:                         | Al Rae Sid Taylor |                         |           |                                                                             |

| Tokyo 23 ottobre 1964, ore 15:30 | Australia                            | 64 – 57 (30-29) referto | Giappone | Yoyogi National Gymnasium (3.094 spett.)\| Arbitri: \| Mario Hopenhaym Rodolfo Díaz Mercado \| |
| Arbitri:                         | Mario Hopenhaym Rodolfo Díaz Mercado |                         |          |                                                                                                |

#### Piazzamenti 5º-8º posto
|  | Spareggi   | Spareggi   | Spareggi |        |         | Finale 5º-6º posto | Finale 5º-6º posto | Finale 5º-6º posto |  |
|  |            |            |          |        |         |                    |                    |                    |  |
|  | Polonia    | Polonia    | 82       |        |         |                    |                    |                    |  |
|  | Polonia    | Polonia    | 82       |        |         |                    |                    |                    |  |
|  | Uruguay    | Uruguay    | 69       |        |         |                    |                    |                    |  |
|  | Uruguay    | Uruguay    | 69       |        | Polonia | Polonia            | 59                 |                    |  |
|  |            |            |          |        | Polonia | Polonia            | 59                 |                    |  |
|  |            |            | Italia   | Italia | 79      |                    |                    |                    |  |
|  | Jugoslavia | Jugoslavia | Italia   | Italia | 79      | 63                 |                    |                    |  |
|  | Jugoslavia | Jugoslavia |          |        |         | 63                 |                    |                    |  |
|  | Italia     | Italia     | 75       |        |         | Finale 7º-8º posto | Finale 7º-8º posto | Finale 7º-8º posto |  |
|  | Italia     | Italia     | 75       |        |         |                    |                    |                    |  |
|  |            |            |          |        |         |                    |                    |                    |  |
|  |            |            |          |        |         | Uruguay            | Uruguay            | 55                 |  |
|  |            |            |          |        |         | Uruguay            | Uruguay            | 55                 |  |
|  |            |            |          |        |         | Jugoslavia         | Jugoslavia         | 78                 |  |

| Tokyo 20 ottobre 1964, ore 18:30 | Jugoslavia                     | 63 – 75 (25-33) referto | Italia | Yoyogi National Gymnasium (3.091 spett.)\| Arbitri: \| Zigmund Mihalik Ming Hsin Tang \| |
| Arbitri:                         | Zigmund Mihalik Ming Hsin Tang |                         |        |                                                                                          |

| Tokyo 20 ottobre 1964, ore 20:00 | Uruguay                        | 69 – 82 (36-37) referto | Polonia | Yoyogi National Gymnasium (3.091 spett.)\| Arbitri: \| Takeshi Matsuo Renato Righetto \| |
| Arbitri:                         | Takeshi Matsuo Renato Righetto |                         |         |                                                                                          |

| Tokyo 22 ottobre 1964, ore 18:30 | Jugoslavia                     | 78 – 55 (40-31) referto | Uruguay | Yoyogi National Gymnasium (3.073 spett.)\| Arbitri: \| Wayne Lichty Nikolaj Ivanovich \| |
| Arbitri:                         | Wayne Lichty Nikolaj Ivanovich |                         |         |                                                                                          |

| Tokyo 22 ottobre 1964, ore 20:00 | Italia                          | 79 – 59 (44-29) referto | Polonia | Yoyogi National Gymnasium (3.073 spett.)\| Arbitri: \| Renato Righetto Zigmund Mihalik \| |
| Arbitri:                         | Renato Righetto Zigmund Mihalik |                         |         |                                                                                           |

#### Piazzamenti 1º-4º posto
|  | Spareggi         | Spareggi         | Spareggi    |             |                  | Finale 1º-2º posto | Finale 1º-2º posto | Finale 1º-2º posto |  |
|  |                  |                  |             |             |                  |                    |                    |                    |  |
|  | Unione Sovietica | Unione Sovietica | 53          |             |                  |                    |                    |                    |  |
|  | Unione Sovietica | Unione Sovietica | 53          |             |                  |                    |                    |                    |  |
|  | Brasile          | Brasile          | 47          |             |                  |                    |                    |                    |  |
|  | Brasile          | Brasile          | 47          |             | Unione Sovietica | Unione Sovietica   | 59                 |                    |  |
|  |                  |                  |             |             | Unione Sovietica | Unione Sovietica   | 59                 |                    |  |
|  |                  |                  | Stati Uniti | Stati Uniti | 73               |                    |                    |                    |  |
|  | Stati Uniti      | Stati Uniti      | Stati Uniti | Stati Uniti | 73               | 62                 |                    |                    |  |
|  | Stati Uniti      | Stati Uniti      |             |             |                  | 62                 |                    |                    |  |
|  | Porto Rico       | Porto Rico       | 42          |             |                  | Finale 3º-4º posto | Finale 3º-4º posto | Finale 3º-4º posto |  |
|  | Porto Rico       | Porto Rico       | 42          |             |                  |                    |                    |                    |  |
|  |                  |                  |             |             |                  |                    |                    |                    |  |
|  |                  |                  |             |             |                  | Brasile            | Brasile            | 76                 |  |
|  |                  |                  |             |             |                  | Brasile            | Brasile            | 76                 |  |
|  |                  |                  |             |             |                  | Porto Rico         | Porto Rico         | 60                 |  |

Semifinali
| Tokyo 21 ottobre 1964, ore 18:30 | Stati Uniti                        | 62 – 42 (23-24) referto | Porto Rico | Yoyogi National Gymnasium (3.097 spett.)\| Arbitri: \| Mario Hopenhaym Yukiyoshi Furukawa \| |
| Arbitri:                         | Mario Hopenhaym Yukiyoshi Furukawa |                         |            |                                                                                              |

| Tokyo 21 ottobre 1964, ore 20:00 | Brasile             | 47 – 53 (19-22) referto | Unione Sovietica | Yoyogi National Gymnasium (3.097 spett.)\| Arbitri: \| Al Rae Ervin Kassai \| |
| Arbitri:                         | Al Rae Ervin Kassai |                         |                  |                                                                               |

Finali
- 3º-4º posto

| Tokyo 23 ottobre 1964, ore 18:30 | Porto Rico                          | 60 – 76 (26-39) referto | Brasile | Yoyogi National Gymnasium (3.098 spett.)\| Arbitri: \| Julio Sánchez Padilla Takeshi Kawai \| |
| Arbitri:                         | Julio Sánchez Padilla Takeshi Kawai |                         |         |                                                                                               |

- 1º-2º posto

| Arbitri: | Renato Righetto Takeshi Matsuo |

| |            | |
| Jackson 17 Caldwell 14 Shipp, Bradley 10                                                                 | Punti      | 12 Travin 11 Krūmiņš 8 Korneev                                                                              |
| Hazzard, Caldwell, Bradley, Shipp, Jackson Barnes, Brown, Counts, Davies, McCaffrey, Wilson n.e.:Mullins | Formazioni | Alačačjan, Vol'nov, Korneev, Petrov, Krūmiņš Muižnieks, Bahlej, Travin, Chrynin, Moseshvili, Lipso, Kalniņš |
| Henry Iba                                                                                                | Allenatori | Aleksandr Gomel'skij                                                                                        |

## Classifica finale
| Campione olimpico | Campione olimpico | Campione olimpico |
| --- | ----------------- | --- |
| Stati Uniti4 Barnes, 5 Bradley, 6 Brown, 7 Caldwell, 8 Counts, 9 Davies, 10 Hazzard, 11 Jackson, 12 McCaffrey, 13 Mullins, 14 Shipp, 15 Wilson, All. Henry Iba |                   | |
| Argento | Unione Sovietica  | Unione Sovietica4 Muižnieks, 5 Bahlej, 6 Alačačjan, 7 Travin, 8 Chrynin, 9 Krūmiņš, 10 Moseshvili, 11 Korneev, 12 Petrov, 13 Vol'nov, 14 Lipso, 15 Kalniņš, All. Aleksandr Gomel'skij |
| Bronzo | Brasile           | Brasile4 Amaury, 5 Wlamir, 6 Bira, 7 Mosquito, 8 Fritz, 9 Rosa Branca, 10 Jatyr, 11 Edson Bispo, 12 Sucar, 13 Victor, 14 Sérgio Macarrão, 15 Edvar Simões, All. Renato Brito Cunha    |
| 4. | Porto Rico        | Porto Rico4 McCadney, 5 Droz, 6 Adorno, 7 Cruz, 8 Vicéns, 9 Zamot, 10 Anza, 11 Frontera, 12 Báez, 13 García, 14 Cancel, 15 Gutiérrez, All. Lou Rossini                                |
| 5. | Italia            | Italia4 Giomo, 5 Pellanera, 6 Lombardi, 7 Pieri, 8 Bertini, 9 Vittori, 10 Sardagna, 11 Flaborea, 12 Masini, 13 Bufalini, 14 Vianello, 15 Gavagnin, All. Nello Paratore                |
| 6. | Polonia           | Polonia4 Wichowski, 5 Pstrokoński, 6 Blauth, 7 Perka, 8 Olejniczak, 9 Sitkowski, 10 Piskun, 11 Likszo, 12 Łopatka, 13 Frelkiewicz, 14 Czernichowski, 15 Dregier, All. Witold Zagórski |
| 7. | Jugoslavia        | Jugoslavia4 Gordić, 5 Korać, 6 Rajković, 7 Kovačić, 8 Gjergja, 9 Ražnatović, 10 Daneu, 11 Petričević, 12 Eiselt, 13 Cvetković, 14 Đurić, 15 M. Nikolić, All. Aza Nikolić              |
| 8. | Uruguay           | Uruguay4 Poyet, 5 Márquez, 6 Gómez, 7 Köster, 8 Ciavattone, 9 Roca, 10 Pisano, 11 García, 12 Gadea, 13 de León, 14 Rial, 15 Maya, All. Raúl Ballefín                                  |
| 9. | Australia         | Australia4 Davie, 5 Hackwill, 6 Heard, 7 Wyatt, 8 Ah Matt, 9 Cole, 10 Rodwell, 11 Dancis, 12 Linde, 13 Hody, 14 Gaze, 15 Gardiner, All. Keith Miller                                  |
| 10. | Giappone          | Giappone4 Nara, 5 Wakabayashi, 6 Shiga, 7 Nakamura, 8 Masuda, 9 Bai, 10 Fujie, 11 Kaihō, 12 Egawa, 13 Moroyama, 14 Tsunoda, 15 Kodama, All. Shirō Yoshii                              |
| 11. | Finlandia         | Finlandia4 Manninen, 5 K. Liimo, 6 Lampén, 7 Laanti, 8 M. Liimo, 9 Lindholm, 10 Harjula, 11 Kala, 12 Kauppinen, 13 Pilkevaara, 14 Finneman, 15 Vartia, All. Kalevi Tuominen           |
| 12. | Messico           | Messico4 Heredia, 6 Herrera, 7 Arellano, 9 Ávila, 10 Grajeda, 11 Peña, 12 Quintanar, 13 Almanza, 14 Pontvianne, 15 Raga, All. Agustín García                                          |
| 13. | Ungheria          | Ungheria4 Boháty, 5 Gabányi, 6 Pólik, 7 Koczka, 8 Greminger, 9 Prieszol, 10 Kangyal, 11 Lendvay, 12 Bencze, 13 Rácz, 14 Haán, 15 Glatz, All. Tibor Zsíros                             |
| 14. | Canada            | Canada4 Richman, 5 J. Stulac, 6 Howson, 7 Maguire, 8 Hartley, 9 Reynolds, 10 Birtles, 11 Goldring, 12 Ingaldson, 13 McKibbon, 14 Dacyshyn, 15 G. Stulac, All. Ruby Richman            |
| 15. | Perù              | Perù4 E. Duarte, 5 Ri. Duarte, 6 L. Duarte, 7 Vargas, 8 Benalcázar, 9 Paredes, 10 Sevilla, 11 Sangio, 12 Guzmán, 13 Vásquez, 14 Ra. Duarte, 15 Valerio, All. Fernando Córdova         |
| 16. | Corea del Sud     | Corea del Sud4 Ha, 5 Lee, 6 Kim Yeong-gi, 7 Kim J., 8 Mun, 9 Kim M., 10 Sin, 11 Bang, 12 Kim I., 13 Kim Yeong-il, 14 Kim S., 15 Jeong, All. Kim Hui                                   |